# Astrid Carolina Herrera
Astrid Carolina Herrera Irrazábal sinh ra tại Caracas, Venezuela ngày 23 tháng 06 năm 1963. Cô là một diễn viên và biểu tượng của sex tại Nam Mỹ. Cô chiến thắng trong cuộc thi Hoa hậu Thế giới 1984 đại diện cho Venezuela và trở thành người phụ nữ thứ 3 từ đất nước này chiến thắng tại cuộc thi Hoa hậu Thế giới. Astrid Carolina Herrera đã giành được nhiều giải thưởng điện ảnh tại México và Venezuela

## Các phim đã tham gia
- "Arroz con leche"(2007)....Abril
- Sabor a ti (2004).... Raiza Alarcón
- Engañada (2003)
- La Mujer de Judas.... Altagracia del Toro
- Secreto de amor(2001)....Yesenia
- Amantes de Luna Llena (2000).... La Perla
- "El Manantial" (1996)
- "Morena Clara" (1995).... Clara Rosa Guzmán
- "Divina obsesión" (1992)
- "Las Dos Dianas" (1992).... Jimena
- "La Loba herida" (1992).... Álvaro, Isabel and gipsy Lucero
- "Emperatriz" (1990).... Endrina/Eugenia
- "Abigail" (1988).... Amanda
- "Alma mía" (1988).... Alma Rosa
- "Mi amada Beatriz" (1987).... Estefanía
- "La Pasion de Teresa" (1987)....Teresa

| Tứ đại Hoa hậu (1984)         | Tứ đại Hoa hậu (1984)                    | Tứ đại Hoa hậu (1984)                      | Tứ đại Hoa hậu (1984)     |
| ----------------------------- | ---------------------------------------- | ------------------------------------------ | ------------------------- |
| Hoa hậu Hoàn vũ Yvonne Ryding | Hoa hậu Thế giới Astrid Carolina Herrera | Hoa hậu Quốc tế Ilma Julieta Urrutia Chang | Hoa hậu Trái đất không có |